# アルタヴィッラ・ミリーチア
アルタヴィッラ・ミリーチア（イタリア語: Altavilla Milicia）は、イタリア共和国シチリア自治州パレルモ県にある、人口約8,300人の基礎自治体（コムーネ）。

## 地理

### 位置・広がり
パレルモ県のコムーネ。県都パレルモから東南東へ18kmの距離にある。

#### 隣接コムーネ
隣接するコムーネは以下の通り。
- カステルダッチャ
- トラビーア